# Chicken Shack
Chicken Shack var ett brittiskt starkt bluesinspirerat rockband bildat 1966 i Birmingham, England.

## Historik
Chicken Shacks originalmedlemmar var Stan Webb (gitarr/sång), Christine Perfect (keyboards/sång), Andy Sylvester (basgitarr), och Dave Bidwell (trummor). 
Gruppens klara frontfigur var gitarristen/sångaren Stan Webb som bland annat emellanåt gav sig ut i publiken mitt under föreställningen. Detta tack vare den oerhört långa gitarrsladd han specialbeställt för just detta syfte. De gav ut sitt första album 1968, men fick sina första framgångar året efter med singeln "I'd Rather Go Blind", där Christine Perfect stod för sången. Strax därefter lämnade Perfect gruppen för att gifta sig med John McVie, hennes plan var att lägga av med musiken och istället bli hemmafru. Istället blev hon känd som Christine McVie och tongivande medlem i bluesbandet Fleetwood Mac.
Chicken Shack kunde aldrig fylla tomrummet efter Christine Perfect och upplöstes 1974, och Stan Webb blev medlem i Savoy Brown. Stan Webb återbildade bandet 1976.

## Medlemmar
Nuvarande medlemmar
- Stan Webb – gitarr, sång (1965–1974, 1976– )
- Gary Davies – gitarr (1988– )
- Jim Rudge – basgitarr (1998– )

Tidigare medlemmar
- Andy Silvester – basgitarr (1965–1971)
- Alan Morley – trummor (1965–1968)
- Christine Perfect – keyboard, sång (1968–1969)
- Al Sykes – trummor (1968)
- Hughie Flint – trummor (1968)
- Dave Bidwell – trummor (1968–1971; död 1977)
- Paul Raymond – keyboard (1969–1971)
- John Glascock – basgitarr (1971–1972; död 1979)
- Pip Pyle – trummor (1971; död 2006)
- Paul Hancox – trummor (1971–1972)
- Bob Daisley – basgitarr (1972, 1979–1980)
- David Wilkinson – keyboard (1972–1974, 1986–1993)
- Rob Hull – basgitarr (1972–1974)
- Alan Powell – trummor (1972–1974)
- Dave Winthrop – saxofon (1976–1979, 1986–1987, 2008–2012)
- Robbie Blunt – gitarr (1976–1979)
- Ed Spivock – trummor (1976–1979)
- Paul Martinez – basgitarr (1976–1978)
- Steve York – basgitarr (1978–1979)
- Paul Butler – gitarr (1979–1981)
- Keef Hartley – trummor (1979–1980; död 2011)
- Ric Lee – trummor (1980–1981)
- Alan Scott – basgitarr (1980)
- Andy Pyle – basgitarr (1980–1986)
- Tony Ashton – keyboard (1981; död 2001)
- Miller Anderson – gitarr (1981–1986)
- Russ Alder – trummor (1981–1983)
- John Gunzell – trummor (1983–1987)
- Roger Saunders – gitarr (1983–1986)
- Andy Scott – basgitarr (1983–1986)
- Jan Connolly – basgitarr (1986–1987)
- Bev Smith – trummor (1987–2002)
- Wayne Terry – basgitarr (1987)
- David Wintour – basgitarr (1987–1991)
- James Morgan – basgitarr (1991–1998)
- Mick Jones – trummor (2002–2010)
- Chris Williams – trummor (2010–2012)
- Romek Parol – trummor (2012–2013)

## Diskografi (urval)
Album
- 40 Blue Fingers, Freshly Packed and Ready to Serve (1968)
- 100 Ton Chicken (1969)
- O.K. Ken? (1969)
- Accept Chicken Shack (1970)
- Imagination Lady (1972)
- Unlucky Boy (1973)
- Goodbye (1974) (live)
- Stan the Man (1977)
- That's the Way We Are (1978)
- The Creeper (1978)
- Chicken Shack (1979)
- In the Can (1980)
- Roadies Concerto (1981) (live)
- On Air (BBC sessions) (1998)
- Black Night (Chicken Shack album) (1999) (som Stan Webb's Chicken Shack)
- Still Live After All These Years (2004)
- Webb (2001)
- Stan The Man (2002) (samlingsalbum)
- Stan Webb (2004)
- Going Up, Going Down-Anthology (2004)
- Poor Boy/the Deram Years (2006) (som Stan Webb's Chicken Shack)
- Strange Situations/The Indigo (2006) (som Stan Webb's Chicken Shack)

Singlar
- "It's Okay With Me Baby" / "When My Left Eye Jumps" (1967)
- "When The Train Comes Back" / "Hey Baby" (1968)
- "Worried About My Woman" / "Six Nights In Seven" (1968)
- "Tears In The Wind" / "The Things You Put Me Through" (1969)
- "I'd Rather Go Blind" / "Night Light" (1969)
- "Sad Clown" / "Tired Eyes" (1970)
- "Maudie" / "Andalucien Blues" (1970)
- "Poor Boy" / "Daughter of the Hillside" (1972)
- "The Loser" /  "Telling The Future" (1973)
- "You Know Could Be Right" / "As Time Goes Passing By" (1973)
- "As Time Goes Passing By" / "Poor Boy" (1973)
- "Tutti Frutti" / "Webb's Boogie" (1974)